# میکی برنان
میکی برنان (انگلیسی: Micky Brennan؛ زادهٔ ۱۷ مهٔ ۱۹۵۲) بازیکن فوتبال اهل بریتانیا است.
از باشگاه‌هایی که در آن بازی کرده‌است می‌توان به باشگاه فوتبال روچدیل، باشگاه فوتبال استوک‌پورت کانتی، باشگاه فوتبال منچستر سیتی، و باشگاه فوتبال مکلسفیلد تاون اشاره کرد.